# Alois Ohrenberger
Alois Josef Ohrenberger (* 16. Mai 1920 in Neuarad; † 23. Januar 1994 in Eisenstadt) war ein österreichischer Archäologe und Direktor des Burgenländischen Landesmuseums.

## Werdegang
Der Vater, ein aus Niederösterreich stammender k. u. k. Offizier, war in Arad stationiert, seine Mutter stammte aus einer Banater Gemeinde. Er ging mit der Familie nach 1920 zunächst nach Budapest, später nach Eisenstadt. Dort besuchte Ohrenberger die Volksschule und legte im Jahr 1939 die Matura am Realgymnasium ab. Anschließend wurde er zum Arbeitsdienst und zur Wehrmacht eingezogen. Im Zweiten Weltkrieg kämpfte er bei der Artillerie. Zuletzt diente er als Leutnant auf dem Balkan. Zum Kriegsende befand er sich verwundet in Oberösterreich.
Nach dem Krieg studierte er in Wien Ur- und Frühgeschichte. Zum Thema „Die Jungsteinzeit des Burgenlandes“ promovierte er im Jahr 1949. Im Anschluss arbeitete er für das Burgenländische Landesmuseum, ab 1964 als dessen Leiter. Er gestaltete das Landesmuseum um, da die ehemaligen Wolf-Häuser den zeitgemäßen musealen Erkenntnissen nicht mehr entsprachen. Der Umbau wurde 1965 durch die Landesregierung beschlossen und von 1968 bis 1976 nach Plänen der Architekten Hans Puchhammer und Gunther Wawrik ausgeführt.
Alois Ohrenberger entwickelte zudem ein Museumskonzept, welches auch Außenstellen, z. B. das Seemuseum in Neusiedl, die Biologische Station Neusiedler See, die Biologische Station Illmitz, das Turmmuseum Breitenbrunn und weitere enthielt. Das Franz-Liszt-Museum und die Landessternwarte Eisenstadt folgten. Im Jahr 1980 ging Ohrenberger in den Ruhestand.
Als Archäologe führte Ohrenberger zahlreiche Grabungen durch. Die Grabungen in Loretto mit Gräberfeldern der Frühbronzezeit bis zur Latènekultur und zahlreiche Grabungen zur urgeschichtlichen Eisenerzeugung im mittleren Burgenland fanden unter seiner Leitung statt.

## Veröffentlichungen (Auszug)
- Archäologische Exkursion nach Neckenmarkt, Bezirk Oberpullendorf : urnenfelderzeitliche Funde, Eisenstadt 1955
- Haydn-Autographe aus dem Haydn-Haus Eisenstadt : Faksimile-Drucke Joseph Haydn; A J Ohrenberger; A Hahn; Burgenländisches Landesmuseum, Eisenstadt 1976
- Burgenländisches Landesmuseum, Eisenstadt 1976
- Urgeschichte, Römerzeit, Mittelalter. Materialien zur Archäologie und Landeskunde des Burgenlandes. 2 Mit kultur- und naturwissenschaftlich Beiträgen; Festschrift, Eisenstadt 1985